# نصرت کسمنلی
نصرت کسمنلی (به ترکی آذربایجانی: Nüsrət Yusif oğlu Kəsəmənli) (۲۵/۲۹ سپتامبر ۱۹۴۶، قازاخ - ۱۶ اکتبر ۲۰۰۳، تبریز) شاعر و ترانه‌سرای آذربایجانی بود.
از سال ۱۹۷۷ میلادی عضو کانون نویسندگان جمهوری آذربایجان و در سال ۱۹۸۲ برنده جایزه «پیشاهنگ لنین» شده‌است. در ششمین و هفتمین کنگره کانون نویسندگان جمهوری آذربایجان وی به عضویت هیئت مدیره کانون، سپس به سمت رئیس شورای شعر کانون انتخاب شده‌است.
از وی ۱۶ کتاب، چندین فیلم هنری و ۲۱۰ قطعه فیلم مستند کوتاه به یادگار مانده‌است.

## آثار
- Sevirsənsə، 1971
- Gözlərimin qarası، 1975
- Özümə bənzədiyim günlər, 1979
- Gümüş yuxular, 1981
- Təklikdə danışaq, 1983

### در ایران
- گ‍ئ‍ت‍م‍ک ای‍س‍ت‍ه‌ی‍ئ‍ی‍رس‍ن... ب‍ه‍ان‍ه س‍ی‍زگ‍ئ‍ت - نشر دالغا - سراب - ۱۳۸۰
- ح‍ام‍ی‍س‍ی س‍ئ‍وگ‍ی‍دن‍دی‍ر - زارعی - تبریز - ۱۳۸۱
- دئ‍ی‍ه س‍ن ت‍زه دن ق‍ای‍ی‍د ی‍ر ب‍وق‍ی‍ش - انتشارات دانیال - تبریز - ۱۳۸۱
- حیئیف اوسئوگییه - نشر اختر - تبریز - ۱۳۸۵
- گوله-گوله آغلایان گؤزل - نشر اختر - تبریز - ۱۳۸۹